# Skye
Skye, hay Isle of Skye (/skaɪ/; tiếng Gael Scotland: An t-Eilean Sgitheanach hay Eilean a' Cheò), là đảo rộng nhất (và trong số các đảo lớn, nằm xa nhất về phía bắc) trong nhóm Nội Hebrides của Scotland. Skye gồm nhiều bán đảo choãi ra từ vùng tâm lắm núi non (nơi dãy Cuillin dựng lên, với những sườn đá tạo nên khung cảnh hùng vĩ bậc nhất Scotland). Dù trong tiếng Gael Scotland, Sgitheanach mang nghĩa "hình cánh, có cánh", hiện chưa có sự đồng thuận về ý nghĩa đích thực của tên đảo.
Hòn đảo đã có người ở từ thời kỳ đồ đá giữa. Trong lịch sử, nó từng nằm dưới sự cai trị của người Bắc Âu cổ (người Norse) rồi Clan MacLeod và Clan Donald. Những cuộc nổi dậy Jacobite dẫn đến sự sụp đổ hệ thống thị tộc rồi Clearances diễn ra, biến cộng đồng người ở thành nông trại cừu, nhiều người buộc phải di cư xa xứ. Số người tại Skye tuột từ 20.000 đầu thế kỷ XIX xuống dưới 9.000 người trong thập niên cuối thế kỷ XX. Dân số Skye tăng 4% trong khoảng 1991-2001. Năm 2001, chừng 1/3 người dân biết nói tiếng Gael Scotland, và dù số người nói ngày đang sụt xuống, đây vẫn là một khía cạnh quan trọng của văn hóa đảo.
Nền kinh tế dựa trên du lịch, trồng trọt, đánh cá và khai thác rừng.  Skye là một phần của vùng chính quyền địa phương Highland Council. Điểm dân cư lớn nhất kiêm thủ phủ là Portree, được biết đến với hải cảng thơ mộng. Có nhiều tuyến phà nối Skye đến các đảo lân cận, và, năm 1995, một cây cầu được khánh thành, nối đảo với phần Scotland trên đảo Anh. Khí hậu dịu, ẩm ướt, lắm gió. Hệ động vật có sự góp mặt đại bàng vàng, hươu đỏ và cá hồi Đại Tây Dương. Hệ thực vật có thạch nam chiếm ưu thế. Skye là bối cảnh nhiều tiểu thuyết, nơi bấm máy của nhiều bộ phim và là chủ đề ca ngợi trong thơ ca.

## Từ nguyên
Hòn đảo được nhắc đến trước tiên trong những văn kiện Lã Mã như Ravenna Cosmography, dưới tên Scitis và Scetis, nay còn để lại trên một tập bản đồ của Ptolemy. Một cách diễn giải là, cái tên này bắt nguồn từ gốc Celt, nghĩa là hình cánh, có cánh, chỉ hình dạng các bán đảo choãi ra từ tâm. Người nói tiếng Gael, tiếng Bắc Âu cổ rồi tiếng Anh ảnh hưởng lên Skye; tên gọi của họ cho đảo hoàn toàn không dễ đoán. Nhiều cách giải nghĩa được đề xuất, chẳng hạn "đảo có cánh" hay "đảo xẻ khe (núi)" dù vậy chưa cái nào nhận sự đồng tình từ đa số; tên đảo có thể khởi nguyên từ một ngôn ngữ phi Gael cổ hơn.
Trong saga Bắc Âu cổ, Skye mang tên Skíð, xuất hiện trong Hákonar saga Hákonarsonar và một bài skald trong Heimskringla (niên đại chừng 1230) với một dòng thơ mà dịch nghĩa ra là "những con chim trận mạc háu đói no bụng ở Skye nhờ máu kẻ địch bị giết". Trong tiếng Bắc Âu cổ, đảo còn có tên khác là Skuy ([đảo] mây mù), Skýey hay Skuyö ([đảo] mây). Tên tiếng Gael truyền thống An t-Eilean Sgitheanach (đảo Skye) (An t-Eilean Sgiathanach là cách viết mới, ít thông dụng hơn). Năm 1549, tu sĩ Donald Munro viết về "Sky": "This Ile is callit Ellan Skiannach in Irish, that is to say in Inglish the wyngit Ile, be reason it has mony wyngis and pointis lyand furth fra it, throw the dividing of thir foirsaid Lochis."
Eilean a' Cheò, nghĩa đảo sương mù (dịch từ tên tiếng Bắc Âu cổ), là tên Gael văn vẻ của hòn đảo.

## Địa lý

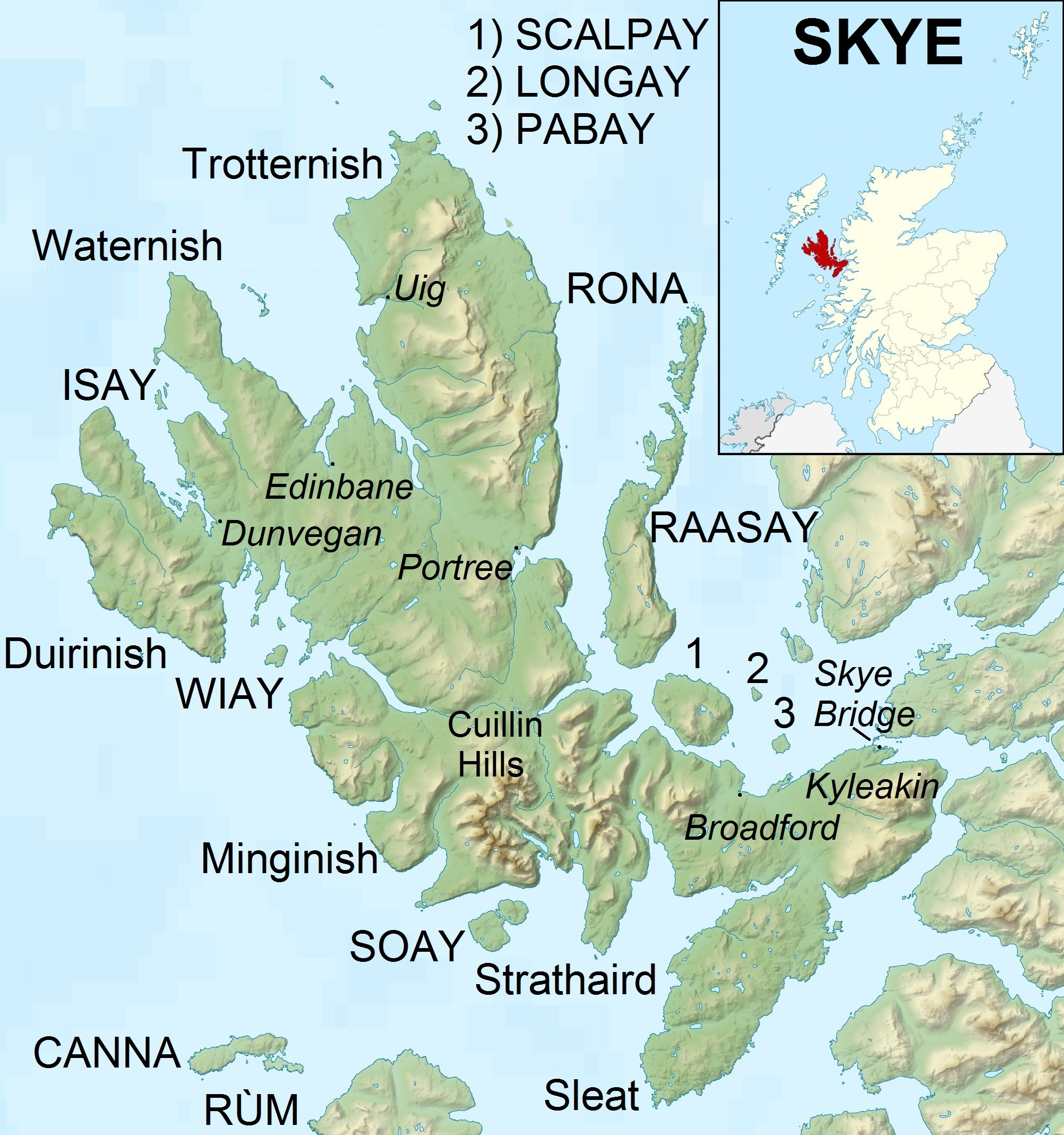
Skye và đảo xung quanh

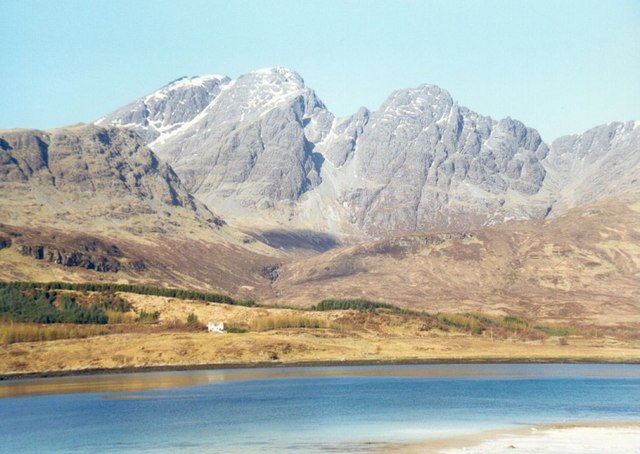
Bla Bheinn nhìn từ Loch Slapin

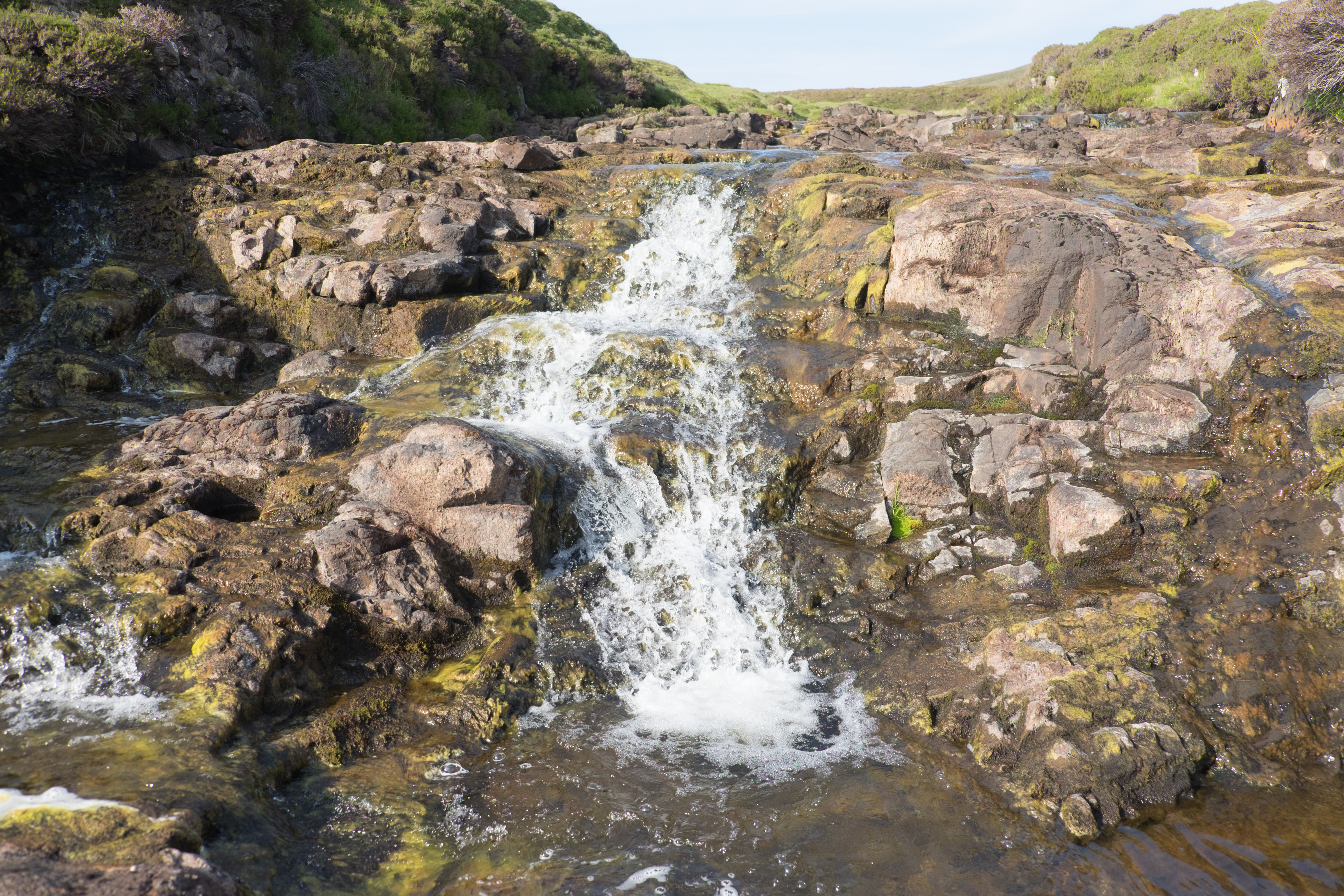
Thác trên sông Rha đoạn giữa Staffin và Uig

Rộng 1.656 kilômét vuông (639 dặm vuông Anh), Skye là đảo rộng thứ nhì Scotland sau Lewis and Harris. Bờ biển Skye là một chuỗi bán đảo và vịnh xòe ra từ tâm - nơi dãy đồi Cuillin (tiếng Gael: An Cuiltheann) chiếm giữ. Malcolm Slesser liên tưởng rằng hòn đảo "chìa khỏi bờ tây Scotland như càng tôm hùm chuẩn bị kẹp cái xương cá Harris and Lewis" còn W. H. Murray phát biểu "Skye dài sáu mươi dặm [100 km], song chiều rộng thì nằm ngoài trí khôn con người". Martin Martin, một người bản xứ, viết chi tiết về Skye năm 1703. Ông ghi lại, theo quan sát địa chất của mình:
Có đá marcasit đen trắng, tựa chăng quặng bạc, ở gần làng Sartle: cũng nơi đây có nhiều hòn đá, mà về cả độ to, hình dạng, v. v., trông như hạt nhục đậu khấu, và [có] nhiều lạch ngòi cho ta đá cục lốm đốm đủ màu.  Applesglen gần Loch-Fallart có mã não đủ cỡ đủ màu; có cục xanh lục bên ngoài, có cục màu da trời nhạt, và chúng đều dễ đánh như thể đá lửa: Tôi có một cục bên người, về độ to và hình dáng thì hệt cái cán kiếm. Đá màu tím theo suối nơi đây chảy về sau cơn mưa lớn.— Martin Martin, A Description of The Western Islands of Scotland.

### Điểm dân cư

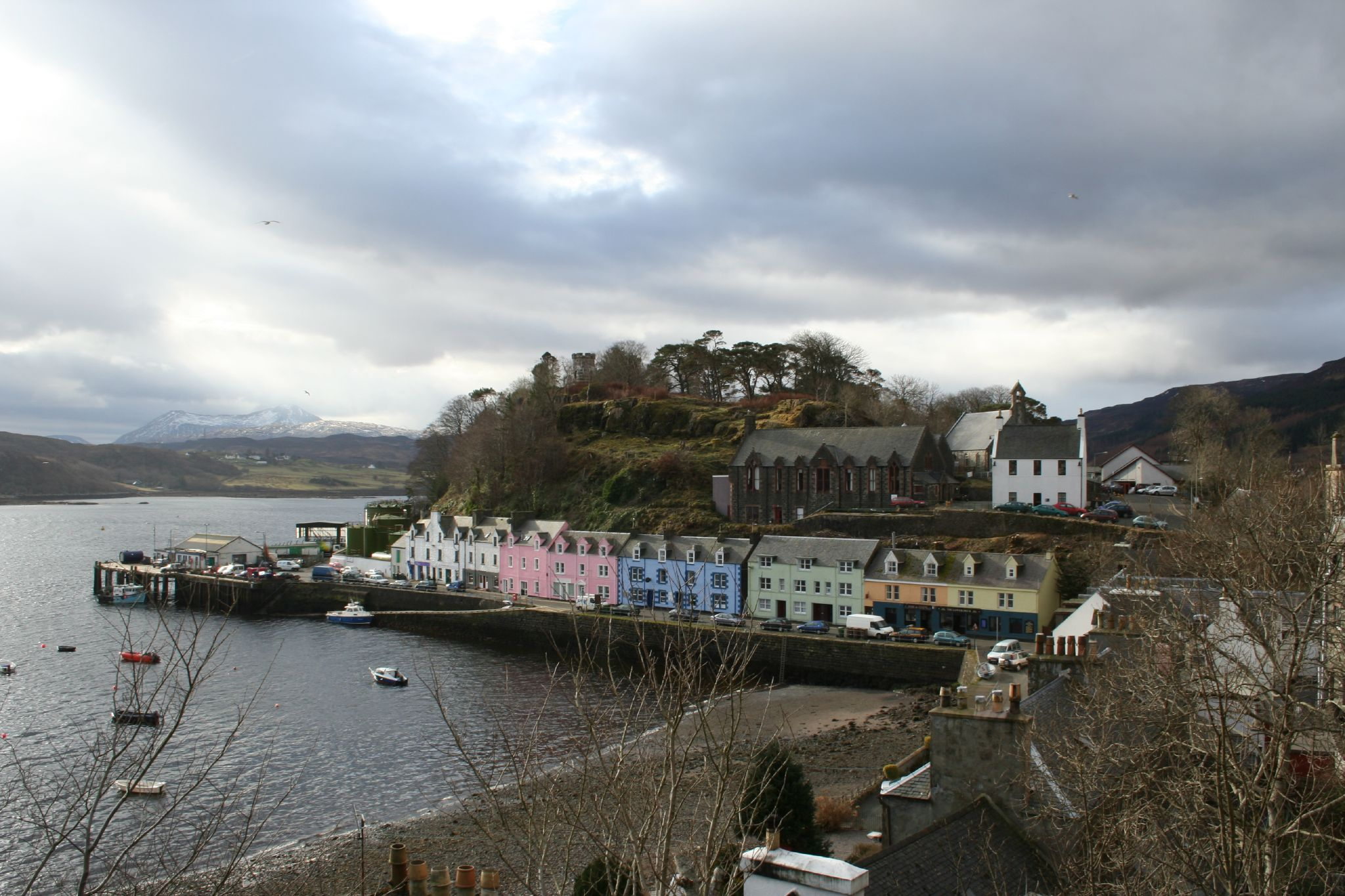
Portree, Skye

Nằm ngay cái "chạc" rẽ ra bán đảo Trotternish là Portree, điểm dân cứ lớn nhất đảo (dân số ước tính 2.264 người năm 2011) kiêm trung tâm các hoạt động dịch vụ nơi đây. Broadford nằm ở mạn Đông đảo là nơi đặt sân bay duy nhất trên đảo còn Dunvegan ở mạn tây bắc lại nổi danh nhờ một lâu đài và nhà hàng Three Chimneys gần đó. Stein Inn trên bờ biển Waternish là quán rượu cổ nhất Skye. Cầu Skye nối Kyleakin với Kyle of Lochalsh ở phần Scotland trên đảo Anh, băng ngang Loch Alsh. Uig, nơi các chuyến phà đến Ngoại Hebrides cập và rời bến, nằm bên mặt tây bán đảo Trotternish còn Edinbane nằm giữa Dunvegan và Portree. Ngoài những địa điểm kể trên, người dân sống trong trại lĩnh canh rải rác dọc bờ biển.